# خوليو فيلالبا
خوليو فيلالبا (بالإسبانية: Julio Villalba)‏ (11 سبتمبر 1998 بسيوداد ديل استي في باراغواي - ) هو لاعب كرة قدم باراغواياني في مركز الهجوم. شارك مع منتخب باراغواي تحت 17 سنة لكرة القدم. أما مع النوادي، فقد لعب مع بوروسيا مونشنغلادباخ وسيرو بورتينيو.

## وصلات خارجية
- خوليو فيلالبا على موقع الاتحاد الدولي (مؤرشف)  (الإنجليزية)
- خوليو فيلالبا على موقع الاتحاد الأوربي (الإنجليزية)
- خوليو فيلالبا على موقع قاعدة بيانات كرة القدم.إي يو (الإنجليزية)
- خوليو فيلالبا على موقع Soccerway.com (الإنجليزية)
- خوليو فيلالبا على موقع عالم كرة القدم.نت (الإنجليزية)